# Сушно (Львовская область)
Сушно (укр. Сушно) — село в Радеховской городской общине Шептицкого района Львовской области Украины.
Население по переписи 2001 года составляло 508 человек. Почтовый индекс — 80214. Телефонный код — 03255.

## Известные уроженцы
- Мончаловский, Осип Андреевич (1858—1906) — галицко-русский общественный деятель, журналист, публицист, историк.

## Достопримечательности
- В селе находится полуразрушенная Часовня 1906 …Перед входом в неё стоит памятный крест, под которым надпись: «Коли хтось зруйнує храм Божий, Бог зруйнує того, бо храм Божий святий, а ним є ви» (рус. Если кто разрушит храм Божий, Бог разрушит того, ибо храм Божий святый, а им вы есть).